# Zubčice
Zubčice är en ort i Tjeckien.   Den ligger i regionen Södra Böhmen, i den södra delen av landet, 140 km söder om huvudstaden Prag. Zubčice ligger 615 meter över havet och antalet invånare är 366.
Terrängen runt Zubčice är kuperad åt sydväst, men åt nordost är den platt. Runt Zubčice är det ganska glesbefolkat, med 32 invånare per kvadratkilometer. Närmaste större samhälle är Český Krumlov, 7,0 km väster om Zubčice. I omgivningarna runt Zubčice växer i huvudsak blandskog.